# Ocurí (plaats)

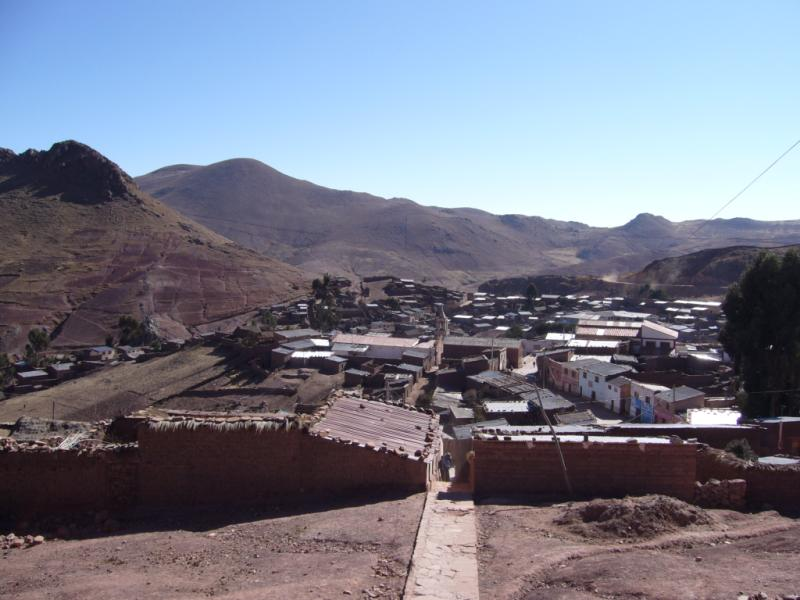
Ocurí

Ocurí is een plaats in het departement Potosí in Bolivia. Het is de hoofdplaats van de gemeente Ocurí in de provincie Chayanta.